# 上林巨人
上林 巨人（うえばやし なおと、1987年1月2日 - ）は、日本の男性プロボクサー。竹原慎二&畑山隆則のボクサ・フィットネス・ジム所属。階級はスーパーバンタム級。広島県江田島市出身。

## 人物
- 名前は母親が熱狂的な巨人ファンだったことに由来[3]。

## 来歴

### アマチュア時代
兄の影響でボクシングを始め、広陵高校で高校三冠を獲得。カザフスタンで行われたジュニア国際大会で金メダルを獲得。
日本大学進学後も、晴れの国おかやま国体バンタム級で大学の1年先輩向井寛史を破り優勝。2年次には全日本選手権バンタム級優勝。
3年次には世界選手権出場も1回戦で敗退、連覇がかかった全日本選手権も小國以載（芦屋大）に敗れ、北京オリンピック予選代表もライバルの萬田竜也（東農大）に奪われた。
2008年のチャレンジ!おおいた国体ではフェザー級で優勝するが、全日本選手権では同郷かつ後にプロで同僚となる丸亀光（法大）に決勝で敗れ準優勝。
2009年の全日本選手権で成松大介（東農大）に敗れて引退し、日大のコーチを務めた。後に日出学園のコーチに就任していた。

### プロ時代
1学年上の村田諒太（東洋大職員）の世界選手権銀メダル獲得などに刺激され、2012年2月に退職してプロ入りを決断。地元・広島の知人から同郷の竹原慎二会長を紹介され竹原&畑山ボクサ・フィットネス・ジムに入門。
2012年7月26日、日本ランカーの中嶋孝文（ドリーム）相手にB級プロテストを受験。翌日合格。
2012年11月19日、小泉良太（北澤）戦でプロデビュー、2回に右ストレートが決まり相手セコンドがタオルを投げ入れるTKO勝利。
2013年3月12日、イムロン・ルークロンタン（タイ）相手にプロ2戦目を行い、ダウンを奪って5回TKO勝利。
2013年5月31日、B級グランプリ準決勝として林涼樹（三谷大和スポーツ）と対戦、3-0の判定勝ちで3戦連続KOはならなかった。
2013年8月7日、B級グランプリ決勝として久我勇作（ワタナベ）と対戦、3回にプロ初のダウンを奪われ、0-1の判定で引き分け、優勢点で準優勝となった。
2013年11月18日、初の8回戦として東洋太平洋バンタム級12位のマーク・ジョン・ヤップ（フィリピン）と対戦、3-0の判定勝利。
2014年4月21日、アニス・セウフィン（インドネシア）と対戦し、41戦のキャリアを持つ相手に一方的な展開、5回に連打を見舞ったところでレフェリーストップTKO、1年1ヶ月ぶりのKO勝利を飾った。

## 戦績
- アマチュアボクシング：102戦 88勝 （47KO/RSC） 14敗[3]
- プロボクシング：8戦 7勝 (4KO) 無敗 1分

| 戦           | 日付           | 勝敗 | 時間    | 内容    | 対戦相手                    | 国籍         | 備考                |
| ------------ | -------------- | ---- | ------- | ------- | --------------------------- | ------------ | ------------------- |
| 1            | 2012年11月19日 | 勝利 | 2R 2:39 | TKO     | 小泉良太 （北澤）           | 日本         | プロデビュー戦      |
| 2            | 2013年3月12日  | 勝利 | 5R 1:17 | TKO     | イムロン・ルークロンタン    | タイ         |                     |
| 3            | 2013年5月31日  | 勝利 | 5R      | 判定3-0 | 林涼樹 （三谷大和スポーツ） | 日本         | B級グランプリ準決勝 |
| 4            | 2013年8月25日  | 引分 | 5R      | 判定0-1 | 久我勇作 （ワタナベ）       | 日本         | B級グランプリ決勝   |
| 5            | 2013年11月18日 | 勝利 | 8R      | 判定3-0 | マーク・ジョン・ヤップ      | フィリピン   |                     |
| 6            | 2014年4月21日  | 勝利 | 5R 1:04 | TKO     | アニス・セウフィン          | インドネシア |                     |
| 7            | 2014年8月13日  | 勝利 | 2R 1:40 | KO      | シンノイ・シンマナサク      | タイ         |                     |
| 8            | 2014年12月15日 | 勝利 | 8R      | 判定3-0 | オスカル・ブランケット      | メキシコ     |                     |
| テンプレート |                |      |         |         |                             |              |                     |

## 獲得タイトル
アマチュア
- 第60回国民体育大会成年の部バンタム級優勝
- 第76回全日本アマチュアボクシング選手権大会バンタム級優勝
- 第63回国民体育大会成年の部フェザー級優勝

## 受賞歴
- プロ・アマチュア年間表彰
  - 2004年度アマチュア新鋭賞
  - 2006年度アマチュア敢闘賞